# The Taming of the Shrew (1929)
The Taming of the Shrew is een film uit 1929 onder regie van Sam Taylor. Het echtpaar Mary Pickford en Douglas Fairbanks speelde de hoofdrollen. De film is gebaseerd op het toneelstuk De getemde feeks van William Shakespeare en werd in Nederland in 1930 uitgebracht onder de titels Het temmen van de feeks en De Getemde Feeks.

## Verhaal
Het verhaal speelt zich af in Padua in het noorden van Italië. Bianca en Katherine zijn de dochters van Baptista Minola. Hij vindt dat Bianca pas mag trouwen wanneer haar oudere zus Katherine ook is getrouwd. Dit wordt een probleem voor Bianca, aangezien Katherine geen blad voor haar mond neemt en hiermee al talloze mannen heeft afgeschrikt.
Alles verandert wanneer Katherine verliefd wordt op Petruchio, een man uit Verona die naar Padua is gekomen om te zoeken naar zijn toekomstige vrouw. Als ze elkaar voor de eerste keer ontmoeten, maakt hij bekend met haar te willen trouwen. Katherine is in eerste instantie beledigd, maar geeft uiteindelijk toe aan haar gevoelens.

## Rolverdeling
| Acteur            | Personage |
| ----------------- | --------- |
| Mary Pickford     | Katherine |
| Douglas Fairbanks | Petruchio |
| Edwin Maxwell     | Baptista  |
| Dorothy Jordan    | Bianca    |